# Sympherobius notatus
Sympherobius notatus är en insektsart som beskrevs av Douglas E. Kimmins 1932. Sympherobius notatus ingår i släktet Sympherobius och familjen florsländor. Inga underarter finns listade i Catalogue of Life.